# Væve (dokumentarfilm)
|  | Denne artikel er oprettet af botten Steenthbot ud fra en ekstern database. Den kan derfor have sproglige fejl eller mangler. Denne skabelon kan fjernes efter kontrol af indholdet. |

Væve er en dansk dokumentarfilm fra 1976 instrueret af Ole Schelde og efter manuskript af Ole Schelde og Olga Tesch.

## Handling
De tre vævere, P. Ponsiang, O. Tesch og J. Balsgaard, fortæller om hvordan idéerne opstår, og demonstrerer hvordan de konkretiseres i valg af farver, materialer og metoder.